# Dwór w Górzycach
Dwór w Górzycach – dwór wybudowany w Górzycach w XVI w., przebudowywany w 1700, 1910 r.